# Стайки (гора)
Стайки́ — гора в масиві Чорногора (Українські Карпати). Розташована у південно-західній частині Верховинського району  Івано-Франківської області, на південь від села Дземброні і на захід від села Зелене.
Висота 1743,6 м (за іншими даними — 1745 м). Вершина незаліснена, схили стрімкі, підніжжя гори порослі лісом. Стайки разом з кількома сусідніми вершинами (Малі Стайки, Шуримська, Подороватий) утворює виразний хребет, який простягається з південного-сходу на північний-захід. Хребет відмежований від сусідніх хребтів долинами лівих приток Чорного Черемошу — Погорілець, Подороватий та іншими.
На схід від вершини розташована гора Скорушний (1552 м), на північний захід — гори Малі Стайки (1735 м) і Смотрич (1898 м), а на південний захід — мальовниче високогірне озеро Марічейка.
На горі Стайки проходить найвища верхня межа лісу в Українських Карпатах (на висоті 1680 м н. р. м.)